# Форд Клиф (Пенсилванија)
Форд Клиф (енгл. Ford Cliff) град је у америчкој савезној држави Пенсилванија.

## Демографија
По попису из 2010. године број становника је 371, што је 41 (-10,0%) становника мање него 2000. године.
| Група             | 2000.       | 2010.       |
| Белци             | 408 (99,0%) | 356 (96,0%) |
| Афроамериканци    | 1 (0,2%)    | 3 (0,8%)    |
| Азијати           | 0 (0,0%)    | 7 (1,9%)    |
| Хиспаноамериканци | 3 (0,7%)    | 2 (0,5%)    |
| Укупно            | 412         | 371         |